# 代内
代内（法語：Denney，法語發音：[dɛnɛ]）是法国勃艮第-弗朗什-孔泰大区贝尔福地区省的一个市镇，位于该省中北部，属于贝尔福区。

## 地理
代内（47°39'32"N, 6°55'2"E）面积3.48 平方千米，位于法国勃艮第-弗朗什-孔泰大區贝尔福地区省，该省份为法国东北部内陆省份，东临上莱茵省，北起孚日省，西接上索恩省，南与杜省和瑞士接壤。
与代内接壤的市镇（或旧市镇、城区）包括：罗普、贝尔福、贝松库尔、奥夫蒙、佩鲁斯、法方、韦特里涅。

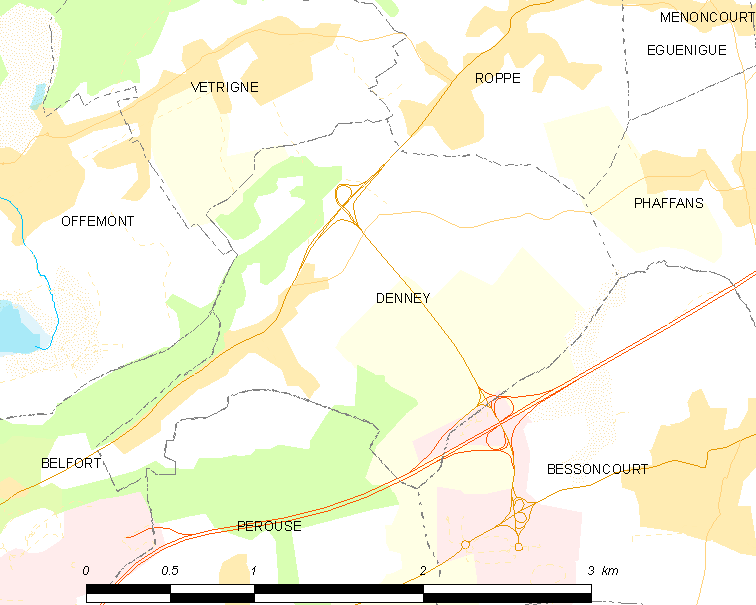
代内的OSM定位图

代内的时区为UTC+01:00、UTC+02:00（夏令时）。

## 行政
代内的邮政编码为90160，INSEE市镇编码为90034。

## 政治
代内所属的省级选区为瓦尔杜瓦县。

## 人口

1962-2008年间代内人口变化图示

代内于2022年1月1日时的人口数量为762人。